# Рубен Лескано
Рубен Лескано (ісп. Rubén Lezcano, нар. 9 лютого 2004, Репатріасьйон) — парагвайський футболіст, півзахисник клубу «Лібертад».
Виступав за молодіжну збірну Парагваю.

## Клубна кар'єра
Народився 9 лютого 2004 року в Репатріасьйоні. Вихованець футбольної школи клубу «Лібертад». Дорослу футбольну кар'єру розпочав 2022 року в основній команді того ж клубу, кольори якої захищає й донині.

## Виступи за збірну
З 2023 року залучається до складу молодіжної збірної Парагваю. На молодіжному рівні зіграв у 4 офіційних матчах.
2024 року був включений до заявки олімпійської збірної Парагваю для участі у футбольному турнірі на тогорічних Олімпійських іграх у Парижі.

## Статистика виступів

### Статистика клубних виступів
Станом на 14 липня 2024
| Сезон             | Команда           | Чемпіонат         | Чемпіонат | Чемпіонат | Національний кубок | Національний кубок | Національний кубок | Континентальні кубки | Континентальні кубки | Континентальні кубки | Інші змагання | Інші змагання | Інші змагання | Усього | Усього | Усього |
| Сезон             | Команда           | Ліга              | Ігор      | Голів     | Ліга               | Ігор               | Голів              | Ліга                 | Ігор                 | Голів                | Ліга          | Ігор          | Голів         | Ігор   | Голів  |        |
| ----------------- | ----------------- | ----------------- | --------- | --------- | ------------------ | ------------------ | ------------------ | -------------------- | -------------------- | -------------------- | ------------- | ------------- | ------------- | ------ | ------ | ------ |
| 2022              | «Лібертад»        | ПД                | 8         | 0         | КП                 | 0                  | 0                  |                      | -                    | -                    |               | -             | -             | 8      | 0      |        |
| 2023              | «Лібертад»        | ПД                | 31        | 2         | КП                 | 4                  | 2                  | КЛ+ПАК               | 3+0                  | 0                    |               | -             | -             | 38     | 4      |        |
| 2024              | «Лібертад»        | ПД                | 8         | 5         | КП                 | 0                  | 0                  | КЛ+ПАК               | 0+2                  | 0                    |               | -             | -             | 10     | 5      |        |
| Усього за кар'єру | Усього за кар'єру | Усього за кар'єру | 47        | 7         |                    | 4                  | 2                  |                      | 5                    | 0                    |               | -             | -             | 56     | 9      |        |

## Титули і досягнення
- Чемпіон Парагваю (4):

«Лібертад»: 2021 (Апертура), 2023 (Апертура), 2023 (Клаусура), 2024 (Апертура)
- Володар Кубка Парагваю (2):

«Лібертад»: 2023, 2024
- Володар Суперкубка Парагваю (1):

«Лібертад»: 2024